# Perzijska književnost
Perzijska književnost, tudi iranska književnost, ki spada v orientalsko književnost, se je od starega veka razvijala skozi več jezikovnih obdobij.

## Temeljne značilnosti
Perzijska književnost se je v času starega in srednjega veka razvila skozi troje velikih obdobij, zato se deli na:
- staroperzijsko književnost, ki je trajala do leta 331 pr. n. št., ko je Perzijo osvojil Aleksander Veliki,
- srednjeperzijsko književnost, ki jo zaključi vdor Arabcev leta 642 n. št., in
- novoperzijsko književnost od 7. stoletja naprej

Glavno delo staroperzijske književnosti je Avesta, zbirka mitičnih, dogmatičnih in liturgičnih spisov. Jezikovno, vsebinsko in slogovno so njena besedila zelo sorodna indijskim Vedam, kar pomeni, da so nastajala še iz skupnih indoevropejskih izvirov. Hkrati z Vedami se uvršča med najstarejše indoevropske književne spomenike.
Srednjeperzijska književnost, napisana v jeziku »pahlavi«, ki pa ni zapustila pomembnejših tekstov.
Novoperzijska književnost se je začela razvijati od 9. stoletje naprej iz arabskih vplivov, v času, ko je nadvlada bagdadskega kalifata oslabela in so se z neodvosnimi perzijskimi dinastijami obnovile stare perzijske kulturne tradicije. Vendar so jim glavni pečat dale težnje, sorodne tistim v arabski knjževnosti: dvorska kultura, individualizem, hedonizem, muslimanska mistika. Glavni področji njenega razvoja sta bili lirsko in epsko pesništvo.
Lirika novoperzijske književnosti je bila tematsko in oblikovno v marsičem nadaljevanje, pa tudi stopnjevanje lirike, kakršno je razvila v klasičnem obdobju arabska književnost. Važno ritmično-stilno sredstvo je rima. Tipične pesniške oblike so kasida, gazela; perzijskega izvora pa je rubai, štirivrstična kitica z epigramstsko zaostreno vsebino. Glavne lirske teme so ljubezen, vino, narava, življenjska modrost, mistična doživetja, moralistične ideje. Za razvoj perzijske lirike je bila zelo pomembna mistična usmerjenost sufizma, ki je askezo spajal s senzualnim panteizmom.
V nasprotju z arabsko književnostjo pa je novoperzijska poezija razvila pomembno epiko.

## Epika
Utemeljitel novoperzijske epike in njen osrednji pesnik je Firdusi. Njegovo osrednje delo je ep Šahname, ki ga je po izročilu pisal 35 let na dvoru sultana Mahmuda; ker mu sultan ni plačal oblubljene nagrade, se mu je maščeval s satro. Ep šteje 60.000 dvojnih enajstercev, ki so rimani. Fidusiju pripisujejo še drugo pesnitev, dvorsko ljubezenski ep Jusuf in Zulaiha, ki v 10.000 dvojnih verzih opeva svetopisemsko zgodbo o ljubezni Jožefa in Putifarjeve žene.
Dvorsko ljubezenski ep je prevladal v poznejši perzijski epiki. Med glavnimi avtorji je Nizami (1141-1202), ki je poleg lirskih pesmi ustvaril pet epov, med njimi ep o Aleksandru Velikem. Razvoj perzijskega epa se zaključi z zadnjim velikim pesnikom Džamijem (1414-1492), ki je poleg lirike napisal pet večjih epskih pesnitev; med njimi novo verzijo Jusufa in Zulaihe in ep Medžnun in Laila.

## Lirika
Novoperzijska lirika spada med najbogatejše v Orientu. Izšla je iz arabske, vendar jo je po temah, idejah in oblikah v marsikaterem pogledu prekosila. V Evropi najpopularnejša, čeprav morda ne največja perzijska lirika sta Omar Hajam in Hafis. Poleg njiju pa perzijska lirika srednjega veka šteje še vrsto pesnikov, ki so v Evropi manj znani, jim perzijska tradicija daje prva mesta. Attar (okoli 1180-1230) je bil mistik in moralist, pod vplivom sufizma alergorične pesnitve Ptičji pogovori (Mantiq at-Tair) in zbirke novel Knjiga nasvetov (Pendname). Sadi (1215-1292) je največji perzijski didaktični pesnik, avtor del, v katerih se poučna proza prepleta z vloženimi verzi. Njegov sloves se je razširil po vsem islamskem območju. Rumi (1207-1273) velja za največjega perzijskega mističnega pesnika; glavni deli sta Divan in Mesnevi, obsežna zbirka razmišljanj in mističnih naukov, z vloženimi legendami, basnimi in anekdotami.

## Odmevi pri Slovencih
Prvi vplivi perzijske književnosti so se nas dotaknili v dobi romantične književnosti, vendar samo posredno prek prevodov nemščine in nemških avtorjev gazel; od tod tudi Prešernove Gazele (1833). Motive, like in ideje perzijske književnosti je začel uporabljati Aškerc za svojo satirično-tendenčno poezijo (Firduzi in derviš). Hafisa je začel po prvi svetovni vojni prevajati Tine Debeljak, vendar po nemških prepesnitvah H. Bethgeja (1920), ki se ne držijo strogo gazelske oblike. Podobno je Alojz Gradnik po drugi svetovni vojni izdal prevod Hajamovih Rubaijat po Fitzgeroldovi angleški pepesnitvi.